# バド・パウエルへの追想
『バド・パウエルへの追想』（バド・パウエルへのついそう、原題：Remembering Bud Powell）は、チック・コリアが「チック・コリア・アンド・フレンズ」名義で1997年に発表したスタジオ・アルバム。

## 背景
コリアに多大な影響を与えたピアニスト、バド・パウエル（1966年没）に捧げられた作品で、参加メンバーのうちロイ・ヘインズは、生前のパウエルと共演経験がある。コリアのオリジナル曲「バド・パウエル」は、ゲイリー・バートンと連名のライヴ・アルバム『チック・コリア&ゲイリー・バートン・イン・コンサート』（1979年録音）が初出で、ロイ・ヘインズも1986年録音のライヴ・アルバム『True or False』において、この曲を取り上げている。

## 反響・評価
アメリカでは『ビルボード』のジャズ・アルバム・チャートで4位に達した。第40回グラミー賞では、本作が最優秀ジャズ・インストゥルメンタル・パフォーマンス賞にノミネートされた。
スコット・ヤナウはオールミュージックにおいて5点満点中4.5点を付け「ビバップの焼き直しではなく、コリアと仲間達は各々のスタイルで、現代的かつポスト・バップ的な、ビバップの枠を超えた即興演奏を繰り広げている」と評している。

## 収録曲
特記なき楽曲はバド・パウエル作曲。6.は日本盤ボーナス・トラック。
1. バウンシング・ウィズ・バド - "Bouncin' with Bud" (Bud Powell, Walter Fuller) - 8:02
2. メディオクル - "Mediocre" - 8:52
3. ウィロー・グローヴ - "Willow Grove" - 9:59
4. ダスク・イン・サンディ - "Dusk in Sandi" - 8:07
5. オブリヴィオン - "Oblivion" - 7:17
6. クレオパトラの夢 - "Cleopatra's Dream" - 6:11
7. バド・パウエル - "Bud Powell" (Chick Corea) - 5:14
8. アイル・キープ・ラヴィング・ユー - "I'll Keep Loving You" - 9:11
9. グラス・エンクロージャー - "Glass Enclosure" - 3:20
10. テンパス・フュジット - "Tempus Fugit" - 9:32
11. セリア - "Celia" - 3:01

## 参加ミュージシャン
下記トラック・ナンバーは日本盤CDに準拠。
- チック・コリア - ピアノ
- ケニー・ギャレット - アルト・サクソフォーン(on #3, #5, #7)
- ジョシュア・レッドマン - テナー・サクソフォーン(on #1, #2, #3, #6, #8, #9, #10)
- ウォレス・ルーニー - トランペット(on #1, #2, #3, #5, #6, #7, #9, #10)
- クリスチャン・マクブライド - ベース(#11を除く全曲)
- ロイ・ヘインズ - ドラムス(#1, #2, #3, #4, #5, #6, #7, #9, #10)